# Distrito de Balaghat
Balaghat (en hindi; बालाघाट ज़िला) es un distrito de la India, en el estado de Madhya Pradesh. Su código ISO es IN.MP.BT.
Comprende una superficie de 9 229 km².
El centro administrativo es la ciudad de Balaghat.

## Demografía
Según el censo de 2011, tiene una población de 1 701 698 habitantes, de los cuales 859 520 son mujeres y 842 178 son varones.

## Localidades
- Baihar
- Bharveli
- Hirapur